# XDrive
Le système Xdrive correspond a l'appellation moderne concernant le système 4 roues motrices chez BMW, étant donné qu'au départ les voitures 4 x 4 de chez BMW sont apparues à partir de 1988 (commercialisées) avec la lettre X.

## Historique
C'est en 1985 que BMW reprend le fonctionnement de la traction intégrale, en plus du système ABS (anti blocage des roues) mais l'adopte au départ sur la configuration break (dite Touring chez BMW) pour une meilleure tenue de route. La première break a apparaitre avec le système 4 roue motrice est la 325 iX E30 (dont la dénomination 325 est originaire d'une voiture légère militaire de 1939),.
Le système XDrive sera adopté par la suite sur les berlines puissantes comme la BMW 525iX E34 (qui répartit ainsi les 192 ch).
C'est en 1999 qu'apparait le premier BMW X5 dans le segment des véhicules dit SAV (Sports Activity Vehicle). Ainsi le X5 reprend la technologie quatre roues motrices ultramoderne avec un système de correcteur de trajectoire un système de régulation des freins afin optimiser l'antipatinage.

## Fonctionnement
Le système 4 roues motrices de la BMW repose sur une boite de distribution centrale avec différentiel universel et de viscocoupleurs[Quoi ?].
Concernant la premiere version la répartition de puissance : 63 % de la puissance en propulsion arrière. 37 % restant sur l'essieu avant.